# Stephan Scholtissek

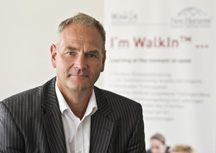
Stephan Scholtissek

Stephan Scholtissek (* 1959) ist ein Autor im Bereich der Wirtschaftswissenschaften, promovierter Biochemiker und CEO eines international tätigen IT-Schulungsunternehmens.

## Studium und Karriere
Scholtissek studierte von 1979 bis 1984 an der TU Hannover und von 1985 bis 1987 am Max-Planck-Institut für Experimentelle Medizin Göttingen.
Nach 1987 begann Scholtissek eine Tätigkeit beim Medizintechnologieunternehmen Dräger in der Forschungsabteilung und wechselte 1991 in die Unternehmensberatung bei AT Kearney und Bain & Company. Danach ging er 1997 zu Accenture und übernahm sechs Jahre später die Geschäftsführung von Accenture Deutschland. Im Jahr 2006 folgte die Berufung zum Vorsitzenden der Accenture Ländergruppe Deutschland, Österreich, Schweiz.
2011 wechselte Scholtissek als Geschäftsführender Gesellschafter zum international tätigen IT-Schulungsunternehmen New Horizons.
Scholtissek gilt als Experte für Innovation, große Transformationen und die Chancen der Globalisierung für den Standort Deutschland.

## Werke (Auswahl)
- Blended Training. Handbuch der Unternehmensberatung. Erich Schmidt Verlag, Hamburg 2016, ISBN 978-3-503-13653-7.
- Stromland. Hoffmann und Campe Verlag, Hamburg 2006, ISBN 3-455-06747-6.
- Multipolare Welt. Murmann Verlag, Hamburg 2008, ISBN 978-3-86774-027-2.
- Die Magie der Innovation. FinanzBuch Verlag, München 2009, ISBN 978-3-86880-014-2.
- Innovation Excellence. mi-Wirtschaftsbuch, FinanzBuch Verlag, München 2011, ISBN 978-3-86880-124-8.
- New Outsourcing. Econ Verlag, Berlin 2004, ISBN 3-430-17962-9.
- mit Dietmar Fink, Thomas Köhler: Die dritte Revolution der Wertschöpfung. Econ Verlag, München 2004, ISBN 3-430-12799-8.
- mit Hendrik Jahn, Frank Riemensperger: Sourcing Frankfurter Allgemeine Buch Verlag, Frankfurt 2004, ISBN 3-89981-026-0.

## Engagement
Scholtissek engagiert sich bei den Berufsinformationen für Gymnasiasten der Münchner Rotary Clubs. In Schulen, bei Berufsbildungsmessen und eigenen Veranstaltungen berichten Rotarier über ihre Erfahrungen aus dem Berufsleben und stellen – sofern vorhanden – Praktikums- und Ausbildungsplätze zur Verfügung.